# وادي شيبدين (إنجلترا)

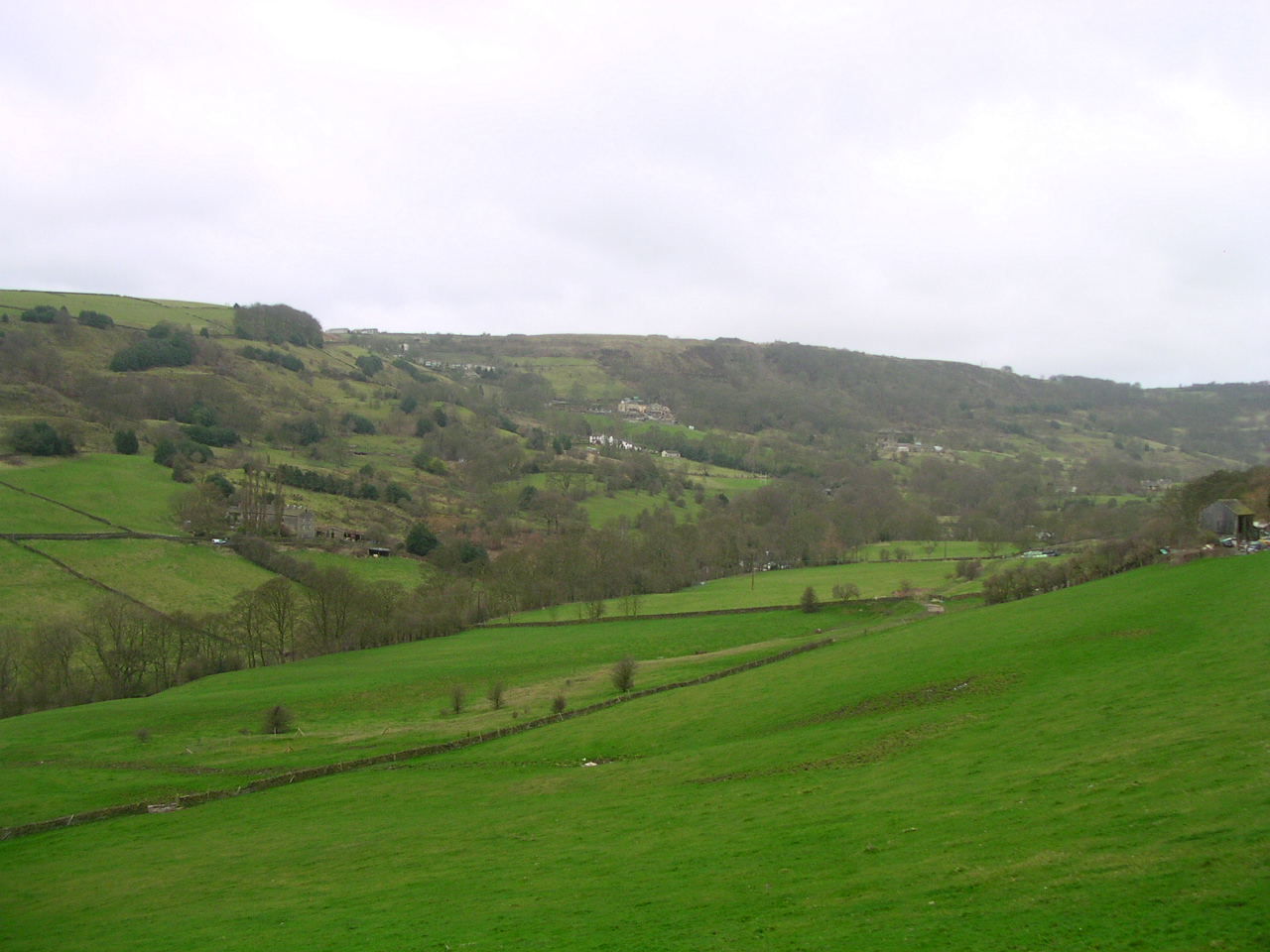
وادي شيبدين.

وادي شيبدين (بالإنجليزية: Shibden Valley)‏ (المعروف أيضًا بوادي شيبدن) يقع شرق مدينة هاليفاكس في ويست يوركشاير، إنجلترا، حيث تقع مجتمعة شيبدن. اسم وادي شيبدن يأتي من معنى "وادي الخراف" أو "الوادي الخرافي". كانت المنطقة مشهورة بإنتاج الصوف بشكل كبير ولكنها كانت أيضًا موقعًا لإنتاج الفحم واستخراج الأحجار الصخرية من مناطق نورثورام وساوثورام وهيبرهولم.
تجري مجرى نهر ريد بيك عبر الوادي، حيث ينضم إلى نهر كالدر عند بروكفوت. يمتد لمسافة 6 أميال (10 كيلومترات) ويصرف منطقة تبلغ مساحتها 6 ميل مربع (16 كيلومتر مربع).
تقع ساوثوورام على الجانب الجنوبي للوادي، وتقع نورثوورام على الجانب الشمالي للوادي. تمتد وادي شيبدن من هاليفاكس إلى كوينزبري في الجنوب الغربي لبرادفورد. طريق مدني في العصور الوسطى يعبر من الغرب إلى الشرق في الجزء السفلي من الوادي عبر تلة بيكون. كان هذا طريقًا قديمًا بين هاليفاكس وويكفيلد، ولا يزال الطريق يحتفظ بخصائصه كطريق مرتفع مع وجود حجارة معدنية لبعض المسار. الطريق A58 أيضًا يعبر الوادي بالإضافة إلى خط كالدرفيل بين برادفورد إنترتشينج وهاليفاكس، على الرغم من أن ذلك يحدث في نفق بطول 1,105 ياردة (1,010 متر) تحت تلة بيكون.
يقع قصر شيبدن في الوادي داخل أراضي حديقة شيبدن، وهي متاحة للجمهور وتحتوي على مسارات مشي، وبحيرة للقوارب، وسكة حديدية صغيرة.